# Time (album, Time)
Time je debutové a eponymní studiové album jugoslávské rockové skupiny Time, vydané v roce 1972.

## Seznam skladeb

### Strana 1
1. "Istina mašina" (4:40)
2. "Pjesma no. 3" (5:54)
3. "Hegedupa upa" (5:15)

### Strana 2
1. "Kralj alkohol" (6:53)
2. "Za koji život treba da se rodim" (10:05)

## Sestava
- Dado Topić - zpěv
- Mario Mavrin - baskytara
- Vedran P. Božić - kytara, zpěv
- Tihomir Pop Asanović - varhany (Hammondovy varhany)
- Brane Lambert Živković - pianino, flétna